# Галлямова Аліса Михайлівна
Аліса Михайлівна Галлямова (народ. 18 січня 1972 р.) — російська шахістка, міжнародний майстер, гросмейстер серед жінок, багаторазова чемпіонка Росії.
Її рейтинг станом на березень 2020 року — 2438 (34-те місце у світі, 8-ме — серед шахісток Росії).

## Біографія
Народилась в російсько-татарській сім'ї. Навчання розпочала в 10-й дитячо-юнацькій спортивній школі, потім в Московському спортінтернаті.
Перший тренер — педагог, заслужений тренер Росії Олег Ільясович Ігламов. Надалі тренером став Олександр Панченко, міжнародний гросмейстер, заслужений тренер Росії.
У 1982 році стала чемпіонкою російської та Центральної ради ДСО «Трудові резерви».
В 1983–1984 рр. двічі ставала срібною призеркою чемпіонатів Татарстану серед жінок, а в 1985–1986 рр. завоювала титул чемпіонки.
В 1987 році отримала срібну медаль на першості СРСР серед дівчат у віці до 16 років (Челябінськ).
В 1987 році також отримала перемогу на чемпіонаті світу серед дівчат до 16 років (Інсбрук).
В 1988 році повторила свій успіх на чемпіонаті в Румунії (Тімішоара), а також стала чемпіонкою у віковій категорії до 20 років (Австралія, Аделаїда).
Аліса Галлямова брала участь в трьох всесвітніх шахових олімпіадах в складі збірних СРСР (1990 р, Югославія, 2 місце), України (1992 р, Філіппіни, 2-е місце), Росії (1996 р, Вірменія, 3-е місце).
В 1997 р стала чемпіонкою Росії та переможницею турніру претенденток на світову корону. У цьому ж році вона заволоділа шаховим Оскаром, що присуджується Міжнародною асоціацією шахової преси найкращим шахістам року.
Чемпіонка Росії 2003 року у складі збірної Республіки Татарстан.
В 1999 році в матчі ФІДЕ за звання чемпіонки світу по шахам Аліса Галлямова програла китайській шахістці Се Цзюнь.
У фінальному матчі за звання чемпіонки світу 2006 року Аліса Галлямова програла китаянці Сюй Юйхуа.
У 2009 році стала чемпіонкою Росії з шахів (7,5 очок з 9).
У 2010 році повторила свій успіх, в напруженій боротьбі набравши 7 очок з 11.
У 2010 році в складі збірної Росії стала чемпіонкою Всесвітньої шахової олімпіади.
У 2017 році посіла 3-тє місце на чемпіонаті Європи, що проходив у Ризі

## Статистика виступів у складі національних збірних
| Рік  | Турнір           | Місто           | Збірна  | Шахів- ниця | Рейтинг | +  | = | − | Результат | % очок | Турнірний рейтинг | Командне місце | Особисте місце |
| ---- | ---------------- | --------------- | ------- | ----------- | ------- | -- | - | - | --------- | ------ | ----------------- | -------------- | -------------- |
| 1990 | шахова олімпіада | Новий Сад       | СРСР    | 3           | 2370    | 9  | 1 | 1 | 9½ з 11   | 86,4   | 2522              | Silver         | Silver         |
| 1992 | шахова олімпіада | Маніла          | Україна | 1           | 2410    | 10 | 2 | 2 | 11 з 14   | 78,6   | 2560              | Silver         | +              |
| 1992 | чемпіонат Європи | Дебрецен        | Україна | 1           | 2400    | 6  | 1 | 0 | 6½ з 7    | 92,9   | 2689              | Gold           | +              |
| 1996 | шахова олімпіада | Єреван          | Росія   | 1           | 2475    | 7  | 2 | 4 | 8 з 13    | 61,5   | 2459              | Bronze         | 16             |
| 1997 | чемпіонат Європи | Пула            | Росія   | 1           | 2440    | 3  | 4 | 1 | 5 з 8     | 62,5   | 2474              | 4              | 6              |
| 2000 | шахова олімпіада | Стамбул         | Росія   | 1           | 2526    | 8  | 2 | 2 | 9 з 12    | 75,0   | 2617              | Bronze         | + 4            |
| 2003 | чемпіонат Європи | Пловдив         | Росія   | 1           | 2502    | 1  | 3 | 2 | 2½ з 6    | 41,7   | 2334              | Bronze         | 24             |
| 2005 | чемпіонат Європи | Гетеборг        | Росія   | резерв      | 2453    | 5  | 0 | 2 | 5 з 7     | 71,4   | 2412              | Bronze         | Bronze         |
| 2010 | шахова олімпіада | Ханти-Мансійськ | Росія   | 4           | 2482    | 5  | 1 | 1 | 5½ з 7    | 78,6   | 2514              | Gold           |                |
| 2013 | чемпіонат світу  | Астана          | Росія   | 4           | 2459    | 3  | 1 | 2 | 3½ з 6    | 58,3   | 2414              | Bronze         | 4              |

## Особисте життя
З 1991 року була одружена з українським шахістом Василем Іванчуком. У них є спільний син Михайло, через кілька років шлюб розпався.

## Зміни рейтингу
| На цьому місці має відображатися графік чи діаграма, однак з технічних причин його відображення наразі вимкнено. Будь ласка, не видаляйте код, який викликає це повідомлення. Розробники вже працюють для того, щоби відновити штатне функціонування цього графіка або діаграми. | |
| | На цьому місці має відображатися графік чи діаграма, однак з технічних причин його відображення наразі вимкнено. Будь ласка, не видаляйте код, який викликає це повідомлення. Розробники вже працюють для того, щоби відновити штатне функціонування цього графіка або діаграми. |